# Бутенко, Михаил Сергеевич
Михаил Сергеевич Бутенко (11 ноября 1927, Весёлоярск, Сибирский край — 30 июня 2010, Астана) — советский промышленный организатор, политик и казахстанский общественный деятель. Лауреат Государственной премии СССР 1988 года. Почётный гражданин Астаны.

## Биография
Михаил Бутенко родился 11 ноября 1927 года в селе Весёлоярское (сейчас Весёлоярск) Рубцовского района Алтайского края.

### Военная служба
В юности мечтал стать моряком. В июне 1943 — апреле 1944 годов занимался в морском учебном отряде во Владивостоке. Участвовал в Великой Отечественной и советско-японской войнах: с апреля 1944 по август 1945 года служил в Петропавловске-Камчатском рулевым матросом 60-го морского пограничного отряда войск Министерства государственной безопасности СССР. Неоднократно участвовал в боевых конфликтах с японскими войсками.
В 1946—1947 годах служил в Петропавловске-Камчатском старшиной катера 110-го морского пограничного отрядя Министерства внутренних дел СССР. С ноября 1947 по июня 1950 года был боцманом морского порта войск МВД СССР в Камчатском округе.

### Промышленная и политическая карьера
После демобилизации окончил Рубцовский машиностроительный техникум и Алтайский политехнический институт. Начал работать на заводе «Алтайсельмаш», где прошёл путь от шлифовщика инструментального цеха до заместителя директора.
В дальнейшем был командирован в Казахскую ССР.
Работал на ряде руководящих должностей в сельскохозяйственном машиностроении. В марте 1973 года был назначен директором завода «Целинсельмаш» в Целинограде, в июне 1975 — апреле 1989 года был генеральным директором всего одноимённого производственного объединения. Под руководством Бутенко здесь повышали объём производства, качество и производительность труда, освоили выпуск 28 наименований сельхозмашин, в том числе противоэрозийной техники, которая помогала в освоении целины: культиваторов, плоскорезов, глуборыхлителей-удобрителей, сеялок. Завод был удостоен ордена Трудового Красного Знамени. Сотрудники предприятия прозвали Бутенко Боцманом по прежнему морскому званию и за жёсткий, но справедливый характер.
Активно сотрудничал с академиком, основоположником почвозащитной системы земледелия Александром Бараевым, решая с ним вопросы борьбы с ветровой эрозией и поддержания плодородия почвы.
В 1988 году был удостоен Государственной премии СССР.
С апреля 1989 по ноябрь 1991 года, уже выйдя на пенсию, работал начальником бюро по работе с руководящими кадрами.
В 1976—1991 годах избирался членом ЦК КП Казахской ССР.

### Общественная деятельность
С октября 1991 года в течение более чем 12 лет возглавлял в Целинограде (позднее Акмоле и Астане) городской совет ветеранов. На этом посту Бутенко и его соратникам удалось добиться ряда льгот и привилегий для участников Великой Отечественной войны. Был инициатором многотомного издания воспоминаний фронтовиков города «Поклонимся и мёртвым, и живым...».
4 октября 2002 года решением маслихата Астаны удостоен звания почётного гражданина Астаны за большой вклад в социально-экономическое развитие города и активную общественную деятельность.
Награждён орденами Ленина, Трудового Красного Знамени, «Знак Почёта», Отечественной войны I степени, «Парасат», 18 медалями, в том числе Золотой медалью ВДНХ.
Умер 30 июня 2010 года. Похоронен на Городском кладбище Астаны.